# Azyllo Muito Louco
Azyllo Muito Louco é um filme brasileiro do gênero comédia, dirigido por Nelson Pereira dos Santos. Filmado em 1969 na cidade de Paraty, o filme foi lançado em 1971. 
A história é uma adaptação do conto O Alienista, de Machado de Assis. 

## Sinopse
O padre Simão chega a Paraty e funda um hospício para cuidar dos loucos da cidade. Mais tarde, chega à conclusão de que os internos estão sãos e as pessoas consideradas sadias é que deveriam ser consideradas loucas.
Assim como no conto de Machado, o filme faz uma sátira da psiquiatria, mas também apresenta uma crítica velada ao regime militar instaurado no Brasil após o golpe de 1964

## Elenco
- Nildo Parente - Padre Simão Bacamarte
- Isabel Ribeiro - D. Evarista
- Arduino Colasanti - Porfírio
- Irene Stefânia - Luizinha
- Manfredo Colasanti - Juiz de Paz
- Nelson Dantas - Sacristão
- José Kléber - Crispim Soares
- Ana Maria Magalhães - Prima do Costa
- Gabriel Arcanjo - Capitão
- Luiz Carlos Lacerda
- Roberto Ferreira
- Roberto de Castro
- Antonio Carlos Portela
- Antonio Vidal
- Roberto Delachaume
- Marco Fernando Botino
- João José
- Jose Paulo Gibrail
- Leila Diniz - Eudóxia

## Prêmios
- Festival de Cannes - Prêmio Luis Buñuel, 1970
- Festival de Brasília - Melhor fotografia, Melhor figurino e Prêmio Carmen Santos do INC, 1970[carece de fontes?]